# 네지드 술탄국
네지드 술탄국은 압둘 아지즈 이븐 사우드가 1921년 자기 자신을 네지드와 그 속국의 술탄으로 칭하면서, 리야드 토후국을 바꿨을 때 탄생했다. 이 나라는 사우디 가문이 이끄는 군주정제였다. 1926년, 네지드 술탄국은 헤자즈를 정복하고 영토를 늘렸다. 그리고 네지드와 헤자즈의 정치적 연합으로, 네지드-헤자즈 왕국이 세워졌고 압둘 아지즈 이븐 사우드를 왕으로 삼았다.